# 奧萬博蘭
奧萬博蘭（英語：Ovamboland）是位於西南非洲（今納米比亞）的班圖斯坦，由種族隔離政府設立，首都翁丹瓜。奧萬博蘭位於西南非洲北部，與安哥拉接壤。奧萬博蘭在1968年成立，1973年獲得自治。1989年5月，奧萬博蘭與西南非洲其他班圖斯坦被撤銷。